# Folk-Tale
Folk-Tale, pour violoncelle et piano, est une œuvre de musique de chambre du compositeur britannique Arnold Bax, écrite en 1918.

## Contexte
Daté du 3 avril 1918, Folk-Tale est en un mouvement étonnamment long. L'œuvre a été jouée presque immédiatement lors d'un concert au Wigmore Hall, le 27 avril 1918, par Felix Salmond au violoncelle et Arnold Bax lui-même au piano. Par la suite, le compositeur l'a dédiée à Salmond. Le violoncelliste était alors très connu, et il est aujourd'hui célèbre pour avoir donné, l'année suivante, la première interprétation du Concerto pour violoncelle d'Edward Elgar. Malheureusement, en 1922, il part pour les États-Unis et l'œuvre d'Arnold Bax n'est pas reprise par un autre violoncelliste. Le sous-titre « Conte Populaire » a été ajouté lors de la préparation de la publication par J & W Chester en 1920. Une lecture superficielle du sous-titre est tout à fait trompeuse, car l'intention d'Arnold Bax est certainement soit sombrement ironique, soit élégiaque et pleine de regrets. En fait, il ne s'agit pas d'une pièce de salon et la chanson populaire est certainement une autre de ces pièces commémoratives introspectives qui ont suivi l'insurrection de Pâques en 1916, imprégnée de rêves de temps plus heureux et de nostalgie de ce qui aurait pu être.

## Analyse
Son caractère est défini dès le début par l'indication « mélancolique et expressif » (« melancholy and expressive ») sur l'introduction du piano, puis s'élève jusqu'à un climax féroce, héroïquement couronné par le si bémol aigu du violoncelle, avant de s'éteindre dans une rêverie « mélancolique », les notes répétées du violoncelle évoquant une lointaine réminiscence de la chanson folklorique irlandaise.